# Presidenti del Consiglio regionale del Grand Est
Il presidente del Consiglio regionale del Grand Est (in francese Président du conseil régional du Grand Est) è il capo del governo della regione francese del Grand Est e il capo del suo Consiglio regionale,
Con la riforma delle regioni, a partire dal 1º gennaio 2016 ha assunto le funzioni detenute in precedenza dal presidente del Consiglio regionale dell'Alsazia, Champagne-Ardenne e Lorena.

## Elenco
| Mandato                                        | Presidente | Presidente       | Partito | Partito                                     |
| ---------------------------------------------- | ---------- | ---------------- | ------- | ------------------------------------------- |
| 1º gennaio 2016 – 30 settembre 2017            |            | Philippe Richert |         | I Repubblicani                              |
| 30 settembre 2017 – 20 ottobre 2017 Ad interim |            | Jean-Luc Bohl    |         | Unione dei Democratici e degli Indipendenti |
| 20 ottobre 2017 – 30 dicembre 2022             |            | Jean Rottner     |         | I Repubblicani                              |
| 30 dicembre 2022 – in carica                   |            | Franck Leroy     |         | Divers Droite                               |